# 麦克伦南县 (得克萨斯州)
麦克伦南县（英語：McLennan County）是位于美国德克萨斯州中部的一个郡，县治韋科。根据美国人口普查局2020年统计，共有人口26萬579人，其中白人占72.17%、非裔美国人占15.19%、亚裔美国人占1.07%。